# 1700年教宗选举秘密会议
1700年教宗选举秘密会议是在教宗依諾增爵十二世去世后召开的，最终以枢机主教若望·阿尔巴尼当选为教宗克莱孟十一世而告终。在这次会议中，热诚派在枢机团中的影响力有所上升。选举一度僵持了一个月，直到西班牙国王卡洛斯二世去世。由于卡洛斯二世无子嗣，枢机主教们预见到他的去世可能引发一场政治危机，因此决定选出一位被视为政治中立的教宗。

## 背景
依諾增爵十二世在其教宗任期内致力于改善与法国国王路易十四的关系。他与法国国王达成妥协，同意确认自1682年以来由路易十四任命的所有主教，而作为交换条件国王承诺不要求这些主教遵守《法国教士宣言》的内容。
当时西班牙哈布斯堡王朝国王卡洛斯二世将死且膝下无子，应卡洛斯的请求依諾增爵建议将王位传给路易十四的孙子安茹公爵菲利普，但条件是菲利普放弃对法国王位继承权。卡洛斯的去世（就在依諾增爵去世六周后）最终引发了西班牙王位继承战争。
由于依諾增爵十二世年事已高、健康欠佳，他的身体状况早已成为欧洲各国宫廷和枢机们议论的焦点。1699年11月他染病后，关于即将召开的教宗选举会议的猜测更加甚嚣尘上。尽管如此，法国仍是唯一一个对下一次教宗选举拥有明确政策的大国。而西班牙与神圣罗马帝国则陷入各自国内的繁复磋商之中，致使驻罗马使节迟迟未能接到正式指示。

## 秘密会议
教宗选举会议于10月9日召开时，共有五十八位枢机出席。由于此时卡洛斯二世病重垂死，西班牙的枢机选举人对应如何投票感到不确定，也未与效忠神圣罗马帝国皇帝的选举人紧密合作。从一开始就显而易见的是卡洛斯二世即将去世将可能导致教宗选举过程延长，因为新任教宗将被期望对卡洛斯去世后在西班牙可能爆发的政治危机作出回应。
在这五十八位出席选举的枢机中，有三十一人被认为属于“热诚派”，其中有十八人是在依諾增爵十二世任内被擢升为枢机的。其余两个主要派系分别是效忠神圣罗马帝国皇帝的阵营和法国阵营。其中效忠神圣罗马帝国皇帝的阵营最初仅有两位枢机，后增至四位。而法国阵营共有五位枢机。
在选举开始两周后，热诚派成员加莱阿佐·马雷斯科蒂成为首位被认真提出的教宗人选。他为西班牙方面所接受但遭到法国方面的反对，因为法国希望新教宗不要过于强势。随后伯多禄·奥托博尼提议由班迪诺·潘恰蒂奇出任教宗，但因潘恰蒂奇曾支持将圣职授予不受世俗政权控制的被提名人而未获世俗君主支持。雅各伯·安多尼·莫里吉亞为世俗统治者所接受，但因缺乏治理经验、不够坚定且精力不足被热诚派反对。在提出以上候选人之后又出现了其他人选，但很快都遭到否决。

## 克莱孟十一世当选
选举会议一直处于僵局，直到11月枢机们得知卡洛斯二世去世的消息。与会枢机意识到随着卡洛斯之死，下一任教宗必须在政治上保持中立，因此更倾向于选择一位热诚派成员，此时曾起草禁止裙带关系教宗谕令的若望·阿尔巴尼很快成为教宗的主要候选人。
法国起初反对阿尔巴尼的当选，但很快撤回了反对立场，他于1700年11月23日一致当选为教宗。阿尔巴尼起初对是否接受这一职务感到犹豫，因为他担心如果严格执行反裙带法令会使他的侄子们不满。最终在神学家的劝说下他接受了任命。这些神学家告诉他，拒绝一项一致通过的选举将等同于违背圣灵的旨意。
阿尔巴尼于1690年由亚历山大八世任命为执事级枢机，但直到教宗选举前不久的1700年9月他才接受司铎圣秩。由于当选时他还不是主教，因此需在加冕前接受主教祝圣。阿尔巴尼当选当天正是教宗克莱孟一世的瞻礼日，为了纪念这位圣人，他取名为克莱孟十一世。当时年仅五十一岁的阿尔巴尼是近两百年来最年轻的当选教宗。作为本次选举中热诚派推举的候选人，克莱孟十一世当选被视为该派的一次胜利。